# Caterina Mattei
Caterina Mattei, o Caterina da Racconigi (Racconigi, giugno 1486 – Caramagna, 4 settembre 1547), è stata una monaca cristiana italiana; è stata beatificata nel 1808 da papa Pio VII.

## Biografia
Caterina Mattei era la sesta figlia (prima femmina) del fabbro Giorgio e della di lui moglie Billia Ferrari.
Lavorò presto come tessitrice in una filanda del paese natìo. Si rivelò molto pia e devota fin da giovanissima. Ben presto incominciarono a circolare voci sulla sua intensa fede e si parlava di miracoli. Convocata presso il tribunale ecclesiastico di Torino per fornire spiegazioni, venne ascoltata e prosciolta da ogni accusa di esibizionismo o millanteria.
Nel 1514 entrò nell'Ordine domenicano come terziaria e alla cerimonia di iniziazione assistette anche Claudio di Savoia-Racconigi, conte di Racconigi e governatore di Vercelli, che per tutta la vita ebbe uno stretto legame di amicizia e di protezione verso Caterina.
Il di lei fervore riformatore, unitamente alla voce che portasse le stimmate ed avesse visioni profetiche, la espose all'ostracismo: nel 1523, per ordine di Bernardino di Savoia-Racconigi, successore di Claudio, venne costretta a lasciare Racconigi e si stabilì a Caramagna Piemonte insieme ad altre due consorelle.
La sua fama giunse anche a Giovanni Francesco II Pico della Mirandola, nipote e biografo del più famoso Giovanni Pico della Mirandola, che la contattò e la incontrò più volte: Gianfrancesco Pico ne scriverà infatti una biografia.
Per sua disposizione testamentaria, il suo corpo fu inumato a Garessio, nella chiesa di Maria Vergine Assunta (allora convento domenicano), ove giace tuttora.
Nel 1808 papa Pio VII la proclamò beata e il suo nome viene celebrato il 4 settembre. A Racconigi opera ancora oggi una "Confraternita della beata Caterina" e sorge una chiesa a lei dedicata.